# PFL Cup
Der PFL Cup, auch als Copa Paulino Alcantara bekannt, ist ein nationaler philippinischer Fußballwettbewerb. Der Pokalwettbewerb, der von der Philippine Football Federation organisiert wird, wird seit 2018 jährlich ausgetragen.

## Sieger nach Jahr
| Jahr | Sieger                                       | Ergebnis                                     | Zweiter                                      | Austragungsort                               |
| ---- | -------------------------------------------- | -------------------------------------------- | -------------------------------------------- | -------------------------------------------- |
| 2018 | Kaya FC-Iloilo                               | 1:0 (n. V.)                                  | Davao Aguilas                                | Rizal Memorial Stadium, Manila               |
| 2019 | Ceres-Negros FC                              | 2:1                                          | Kaya FC-Iloilo                               | Biñan Football Stadium, Biñan                |
| 2020 | keine Austragung wegen der COVID-19-Pandemie | keine Austragung wegen der COVID-19-Pandemie | keine Austragung wegen der COVID-19-Pandemie | keine Austragung wegen der COVID-19-Pandemie |
| 2021 | Kaya FC-Iloilo                               | 1:0                                          | Azkals Development Team                      | PFF National Training Center, Carmona        |
| 2022 | United City FC                               | 3:2                                          | Kaya FC-Iloilo                               | PFF National Training Center, Carmona        |
| 2023 | Kaya FC-Iloilo                               | 1:1 n. V. (4:3 i. E.)                        | Davao Aguilas                                | Rizal Memorial Stadium, Manila               |

## Rangliste
| Rang | Verein                  | Titel | Zweiter | Titel            | Zweiter    |
| ---- | ----------------------- | ----- | ------- | ---------------- | ---------- |
| 01   | Kaya FC-Iloilo          | 3     | 2       | 2018, 2021, 2023 | 2019, 2022 |
| 02   | Ceres-Negros FC         | 1     | 0       | 2019             |            |
| 02   | United City FC          | 1     | 0       | 2022             |            |
| 03   | Davao Aguilas           | 0     | 2       |                  | 2018, 2023 |
| 04   | Azkals Development Team | 0     | 1       |                  | 2021       |